# Astrid van Eck
Astrid van Eck (Oostburg, 1978) is een Nederlands actrice. Ze speelde in diverse films en series, waaronder De veroordeling, Tot zonsondergang en PATTY.

## Levensloop
Sinds 1999 is Van Eck te zien in diverse theaterstukken.
Van Eck maakte haar televisiedebuut als actrice op 24 januari 2001 in de AVRO-televisieserie Wet & Waan waar ze de rol van Ariane van Dalfsen vertolkte. In de jaren die volgden speelde ze diverse rollen in meerdere televisieseries, waaronder Baantjer, De co-assistent, Dokter Tinus, Flikken Maastricht en Gooische Vrouwen.
Pas een aantal jaar later, op 31 maart 2012, maakte Van Eck haar debuut op het witte doek met de speelfilm Swchwrm. Hierna speelde Van Eck in meerdere films waaronder Daglicht, Flarden van Thomas en Doris.

## Filmografie

### Film
- 2002: Vakantiefilm BV, als Cathelijne
- 2009: Sommige dingen zijn heel eenvoudig, als Josse
- 2012: Swchwrm, als moeder
- 2012: Terug, als Liesbeth
- 2013: Daglicht, als juf Inge
- 2013: Flarden van Thomas, als Sandra
- 2014: Vrij, als Celen
- 2018: Doris, als Lola
- 2019: Medulla, als Lotte Bals
- 2020: Het smelt, als Sanne
- 2020: De Slag om de Schelde, als collega Teuntje
- 2020: Grit, als Jerina
- 2021: De veroordeling, als Adee Schoon
- 2021: Vlekkeloos, als Barbaraa
- 2022: Sex Sells, als Ellen
- 2022: A Capella in D mineur, als Annelies
- 2022: Tot zonsondergang, als gekke Marie
- 2023: Onder de blote hemel, als Annet

### Televisie
- 2001: Wet & Waan, als Ariane van Dalfsen
- 2004: Ernstige Delicten, als Katelijne Vermeer
- 2004: Baantjer, als Jacqueline de Beer
- 2005: Medea, als Xandra
- 2006: Waltz, als Michelle Waltz- de Wit
- 2008: De co-assistent, als Miranda Mulder
- 2010: Den Uyl en de affaire Lockheed, als Saskia den Uyl
- 2011: Van God los, als tante
- 2011-2016: A'dam - E.V.A., als Lucy
- 2014: Dokter Tinus, als tante Gon
- 2014: Moordvrouw, als Jip Schoonhoven
- 2014: Flikken Maastricht, als Marloes Schoonhoven
- 2016: Moordvrouw, als officier van justitie
- 2017: Centraal Medisch Centrum, als vrouw
- 2018: Zuidas, als Laurentien Voorstenkamp
- 2019: Grenslanders, als Natasja de Nooijer
- 2019: Harkum, als Froukje Groen
- 2020: Dit zijn wij, als moeder van Johan
- 2020: Oogappels, als begrafenisondernemer
- 2020: Toen wij de tijd hadden, als Fiona
- 2020: Meisje van plezier, als Jasmijn
- 2021: Flikken Maastricht, als Karlijn Pechthold
- 2021: Flikken Rotterdam, als Heleen Vink
- 2021: Adem in, Adem uit, als Marlies
- 2022: NOOD, als Jolanda Vliering
- 2023: Lampje, als juffrouw Amalia
- 2023: Dertigers, als arts
- 2024: PATTY, als Shirley Brard
- 2024: Een van ons, als Rita
- 2024: Gooische Vrouwen, als Anja Hopman

## Theater
- 1998-1999: Oresteia
- 1998-1999: Zonder titel
- 1999-2000: Krek wa'k wou
- 2000-2001: Lulu
- 2000-2001: Patatje oorlog, 'n trash opera
- 2001-2002: Oidipous in Kolonos
- 2001-2002: Oeboe
- 2002-2003: Gehavend
- 2002-2003: Liefdeslounge
- 2003-2004: Vleesch
- 2003-2004: Richard III
- 2004-2005: Goedbloed
- 2004-2005: Car Goes with The Pants
- 2005-2006: Crave
- 2003-2006: Mijn huis uit!
- 2005-2006: De goede mens van Sezuan
- 2006-2007: Het vierde rijk
- 2007-2008: Om te beginnen een vrouw
- 2008-2009: Zeeuwse vrouwen
- 2009-2010: Amora
- 2010-2011: Geen vijand
- 2011-2012: De kersentuin
- 2012-2013: Honingjagers
- 2013-2014: Familie
- 2014-2015: Land van over zee
- 2014-2015: Liefdeslied
- 2015-2016: Een soort Hades
- 2015-2016: Zeeuwse vrouwen II
- 2016-2017: Winterbloemen
- 2016-2017: Hedda Gabler
- 2017-2018: The intelligent homosexual's guide to capitalism and socialism with a key to the scriptures or IHO
- 2018-2019: Het temmen van de feeks
- 2018-2019: Gast!
- 2020-2021: Letter zijn mijn vrienden
- 2020-2021: Split
- 2020-2021: Wit konijn rood konijn
- 2021-2022: Het wonderbaarlijke voorval met de hond in de nacht
- 2021-2022: Het verrotte leven van Floortje Bloem
- 2021-2022: OustFaust
- 2022-2023: Momentum